# Élections régionales de 2014 dans les Abruzzes
Les élections régionales de 2014 dans les Abruzzes (en italien : Elezioni regionali in Abruzzo del 2014) se tiennent le dimanche 25 mai 2014, afin d'élire le président de la junte régionale et les 30 conseillers de la Xe législature du conseil régional des Abruzzes pour un mandat de cinq ans.
Le scrutin voit la victoire de la coalition de centre gauche de Luciano D'Alfonso, du Parti démocrate (PD), avec une large majorité de voix, tandis que la coalition de centre droit du président sortant Giovanni Chiodi, membre de Forza Italia (FI), au pouvoir depuis 2009, est nettement défaite. Elle devance cependant le Mouvement 5 étoiles (M5S) de Sara Marcozzi, qui fait son entrée au conseil régional.

## Système électoral

Région des Abruzzes.

Les Abruzzes sont une région italienne à statut simple.
Le conseil régional ainsi que son président sont élus simultanément au suffrage universel direct. Les 29 conseillers sont élus au scrutin proportionnel plurinominal avec listes ouvertes, vote préférentiel et seuil électoral de 4 %, tandis que le président est élu au scrutin uninominal majoritaire à un tour. Ce dernier se présente obligatoirement en tant que candidat d'une liste en lice pour le conseil régional, ce qui interdit de fait les candidatures sans étiquettes.
Les 29 sièges à pourvoir le sont dans quatre circonscriptions de sept à huit sièges chacune, a raison de sept sièges pour celles de Pescara, L'Aquila et Teramo, et de huit pour celle de Chieti.
La liste du président élu reçoit d'emblée une prime majoritaire portant sa part des sièges à un nombre compris entre 60 et 65 % du total. Les sièges sont ensuite repartis à la proportionnelle aux différentes listes ayant franchi le seuil électoral, et à leurs candidats en fonction des votes préférentiels qu'ils ont recueillis. Le seuil de 4 % est abaissé à 2 % pour les listes se présentant au sein d'une coalition. Par ailleurs, le président élu ainsi que le candidat arrivé en seconde position deviennent de droit membres du conseil, ce qui porte le total de conseillers à 31.

### Modalités
L'électeur vote sur un même bulletin pour un candidat à la présidence et pour la liste d'un parti. Il a la possibilité d'exprimer ce vote de plusieurs façons.
- Soit voter pour une liste, auquel cas son vote s'ajoute également à ceux pour le candidat à la présidence soutenu par la liste. Il a également la possibilité d'exprimer un vote préférentiel pour deux candidats de son choix sur la liste en écrivant leurs noms. Il ne doit dans ce cas pas écrire les noms de deux candidats de même sexe, ni un seul nom.
- Soit ne voter que pour un candidat à la présidence, auquel cas son vote n'est pas étendu à sa liste.
- Soit préciser son vote pour un candidat et pour une liste. Cette dernière doit cependant obligatoirement faire partie de celles soutenant le candidat choisi.

### Répartition des sièges
| Provinces                 | Sièges | +/-           |  |
| L'Aquila                  | 7      | 2             |  |
| Chieti                    | 8      | 3             |  |
| Pescara                   | 7      | 2             |  |
| Teramo                    | 7      | en stagnation |  |
| Candidats à la présidence | 2      | 7             |  |
| Total                     | 31     | 14            |  |

## Résultats
|                        |                        |            |            |                      |                                     |                            |         |         |         |               |         |       |
| Présidence             | Présidence             | Présidence | Présidence | Présidence           | Conseil                             | Conseil                    | Conseil | Conseil | Conseil | Conseil       | Conseil | Total |
| Candidats              | Candidats              | Votes      | %          | Élus                 | Partis                              | Partis                     | Votes   | %       | +/-     | Sièges        | +/-     | Total |
|                        | Luciano D'Alfonso (PD) | 319 887    | 46,26      | 1                    |                                     | Parti démocrate (PD)       | 171 520 | 25,51   | 5,90    | 10            | 3       |       |
|                        | Luciano D'Alfonso (PD) | 319 887    | 46,26      | 1                    | Région facile et rapide             | 36 942                     | 5,49    | Nv.     | 2       | 2             |         |       |
|                        | Luciano D'Alfonso (PD) | 319 887    | 46,26      | 1                    | Abruzzes civique (av. RI-SC)        | 33 949                     | 5,05    | Nv.     | 2       | 2             |         |       |
|                        | Luciano D'Alfonso (PD) | 319 887    | 46,26      | 1                    | Centre démocrate (CD)               | 17 031                     | 2,53    | Nv.     | 1       | 1             |         |       |
|                        | Luciano D'Alfonso (PD) | 319 887    | 46,26      | 1                    | Gauche, écologie et liberté (SEL)   | 16 156                     | 2,40    | Nv.     | 1       | 1             |         |       |
|                        | Luciano D'Alfonso (PD) | 319 887    | 46,26      | 1                    | Italie des valeurs (IdV) (av. PdCI) | 14 395                     | 2,14    | 12,89   | 1       | 4             |         |       |
|                        | Luciano D'Alfonso (PD) | 319 887    | 46,26      | 1                    | Parti socialiste italien (PSI)      | 11 936                     | 1,77    | 0,04    | —       | en stagnation |         |       |
|                        | Luciano D'Alfonso (PD) | 319 887    | 46,26      | 1                    | Valeur Abruzzes                     | 11 338                     | 1,69    | Nv.     | —       | en stagnation |         |       |
| Total Centre-gauche    | Total Centre-gauche    | 319 887    | 46,26      | 1                    | 313 267                             | 46,58                      | 1,92    | 17      | 2       | 18            |         |       |
|                        | Giovanni Chiodi (FI)   | 202 346    | 29,26      | 1                    |                                     | Forza Italia (FI)          | 112 316 | 16,70   | 18,49   | 4             | 11      |       |
|                        | Giovanni Chiodi (FI)   | 202 346    | 29,26      | 1                    | Liste commune NCD-UdC               | 40 394                     | 6,01    | 0,40    | 1       | 1             |         |       |
|                        | Giovanni Chiodi (FI)   | 202 346    | 29,26      | 1                    | Abruzzes du futur                   | 25 232                     | 3,75    | Nv.     | 1       | 1             |         |       |
|                        | Giovanni Chiodi (FI)   | 202 346    | 29,26      | 1                    | Frères d'Italie (FdI)               | 19 856                     | 2,95    | Nv.     | —       | en stagnation |         |       |
| Total Centre-droit     | Total Centre-droit     | 202 346    | 29,26      | 1                    | 197 798                             | 29,41                      | 17,95   | 6       | 13      | 7             |         |       |
|                        | Sara Marcozzi          | 148 035    | 21,41      | –                    |                                     | Mouvement 5 étoiles (M5S)  | 141 152 | 20,99   | Nv.     | 6             | 6       | 6     |
|                        | Maurizio Acerbo (PRC)  | 21 224     | 3,07       | –                    |                                     | L'autre région avec Acerbo | 20 250  | 3,01    | 0,17    | 0             | 1       | 0     |
|                        |                        |            |            |                      |                                     |                            |         |         |         |               |         |       |
| Votes valides          | Votes valides          | 691 492    | 92,71      |                      | Votes valides                       | Votes valides              | 672 467 | 90,16   |         |               |         |       |
| Votes blancs et nuls   | Votes blancs et nuls   | 54 373     | 7,29       | Votes blancs et nuls | Votes blancs et nuls                | 73 398                     | 9,84    |         |         |               |         |       |
| Total candidats        | Total candidats        | 745 865    | 100        | 2                    | Total partis                        | Total partis               | 745 865 | 100     | -       | 29            | 5       | 31    |
| Abstentions            | Abstentions            | 465 813    | 38,44      |                      |                                     |                            |         |         |         |               |         |       |
| Inscrits/Participation | Inscrits/Participation | 1 211 678  | 61,56      |                      |                                     |                            |         |         |         |               |         |       |